# Búfalo (película de 2022)
Búfalo es una película de dramática argentina dirigida por Nicanor Loretiy protagonizada por Sergio "Maravilla" Martínez.
La película tuvo su estreno mundial en la sección oficial (competencia argentina) de la 37.ª edición del Festival Internacional de Cine de Mar del Plata.

## Sinopsis
Después de pasar tres años entre rejas, El Búfalo está decidido a dar un giro a su vida: reavivar la relación con su hijo, limpiar sus actos, conseguir un trabajo adecuado y dejar de cometer errores. Sin embargo, su pasado no le deja marchar y le convence para que haga un último intento, pero las cosas no salen según lo previsto y la culpa ahora no es de la sociedad sino del Tano, un tipo complicado que no tiene intención de esperar. En su antiguo amor, las artes marciales mixtas, El Búfalo encuentra una salida para saldar sus deudas y empezar de nuevo.

## Elenco
- Sergio Martínez como El Búfalo
- Oliver Kolker
- Moro Anghileri
- Jazmín Briguez
- Pablo Pinto como Ferreyra